# 기타나가야마역
기타나가야마역(일본어: 北永山駅)은 일본 홋카이도 아사히카와시에 있는 홋카이도 여객철도 소야 본선의 역이다. 역 번호는 W32이며, 단선 승강장 구조의 철도 역사이다.

## 역 주변
- 국도 제39호선

## 역사
- 1947년 12월 : 기타나가야마 가승강장(일본어: 北永山仮乗降場)으로 개설.
- 1959년 11월 1일 : 역으로 승격.
- 1987년 4월 1일 : 민영화에 따라 홋카이도 여객철도로 이관.

## 인접 정차역
| 홋카이도 여객철도 소야 본선  | 홋카이도 여객철도 소야 본선 | 홋카이도 여객철도 소야 본선 |
| ---------------------------- | --------------------------- | --------------------------- |
| W31 나가야마 아사히카와 방면 | ■ 소야 본선 보통            | 핏푸 W34 왓카나이 방면      |